# Андре
Андре (ест. Andre) — село в Естонії, входить до складу волості Пилва, повіту Пилвамаа.
У селі знаходиться Камінь Андре.